# Mémorial Postcards

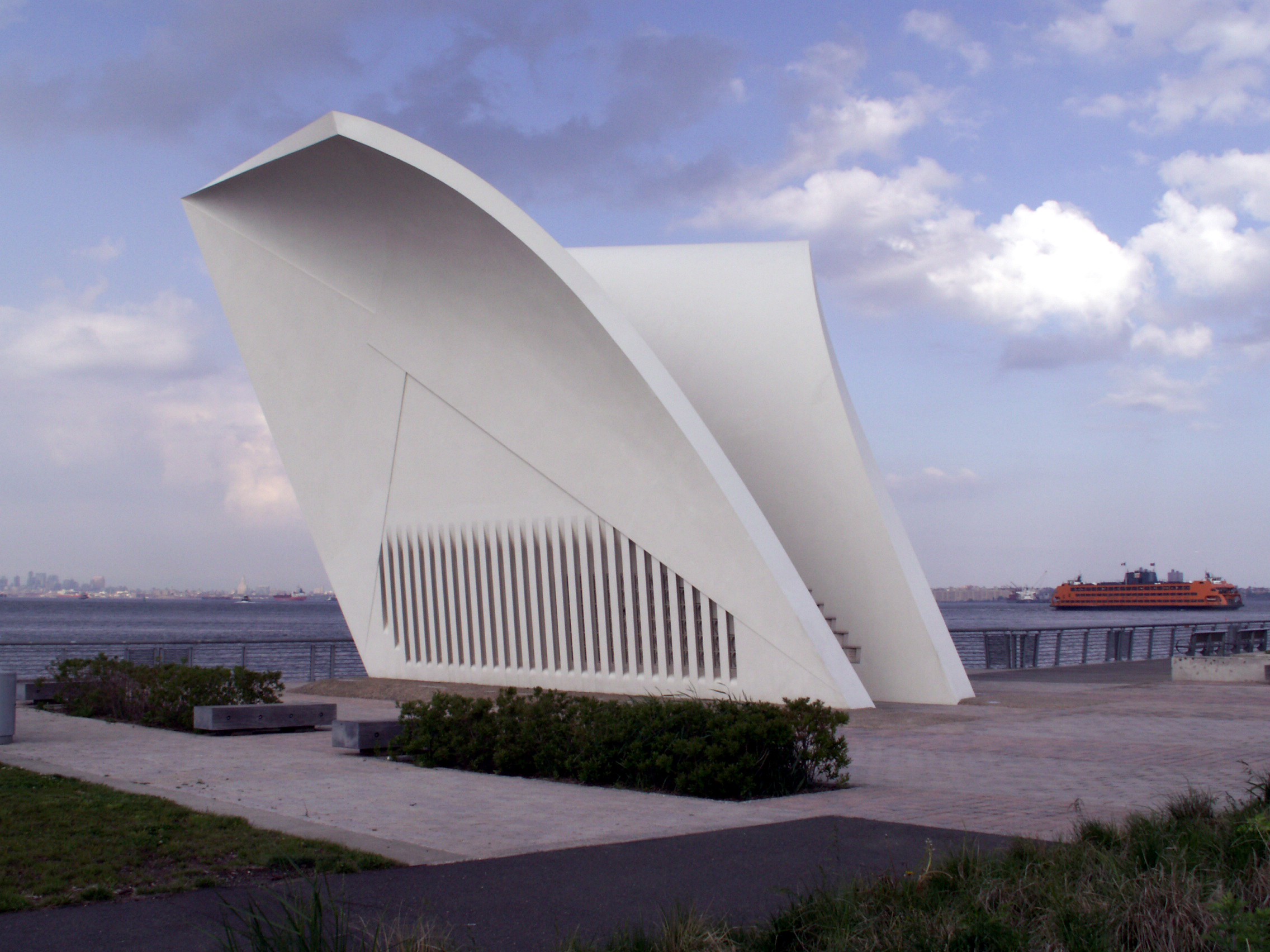
Mémorial Postcards, esplanade Saint-George, Staten Island

Le mémorial Postcards (Cartes postales) est une sculpture extérieure située dans le quartier Saint-George (en) de Staten Island, à New York. Construit en 2004, ce mémorial rend hommage aux 274 résidents de Staten Island tués dans les attentats du 11 septembre 2001 et dans l'attentat du World Trade Center de 1993,.  Plusieurs de ces résidents travaillaient au World Trade Center, d'autres étaient des policiers et des pompiers tués lors de l'effondrement des deux tours. Parmi les passagers du vol 93 de United Airlines qui furent tués lors de l'écrasement de l'avion à Shanksville, en Pennsylvanie, on compte parmi les victimes un résident de Staten Island dont la mémoire est également honorée par le mémorial. 

## Conception
Le mémorial est appelé "Cartes postales" parce que ses deux sculptures de marbre blanc, d'une hauteur de 30 pieds (9 m) de haut, représentent de grandes cartes postales envoyées à leurs proches. Chaque victime de Staten Island est honorée par une plaque de granit portant leur nom, leur date de naissance et leur lieu de travail le 11 septembre 2001, ainsi que leur profil en silhouette.

## Histoire
Le mémorial a été conçu par l'architecte de New York Masayuki Sono, qui a remporté le concours pour la conception du monument organisé au début de 2003. Il a été commandé pour ce site près du terminal Saint-George (en) qui surplombe le port de New York, Lower Manhattan et la statue de la Liberté. La construction débuta le 11 septembre 2003 et fut l’œuvre de New England Boatworks. L'ouverture et le dévoilement eurent lieu le 11 septembre 2004,,. 